# Курџипс
Курџипс (рус. Курджипс; адиг. Куржыпс) планинска је река на југу европског дела Руске Федерације. Протиче преко југозападних делова Краснодарске покрајине и југа Републике Адигеје, односно преко припадајућих им Апшеронског и Мајкопског рејона. Лева је притока реке Белаје у коју се улива на њеном 114 km југозападно од града Мајкопа. Део је басена реке Кубањ и Азовског мора.
Свој ток започиње из неколико планинских извора који се налазе на планинским масивима Лаго-Наки и Оштен, на северним обронцима Великог Кавказа. Укупна дужина водотока је 100 km, а површина сливног подручја око 768 km².
Река Курџипс је позната по својим живописним кањонима и бројним водопадима. Њене обале су целом дужином тока обрасле густим шумама, у горњем делу тока четинарским (са ендемском кавкаском јелом), те листопадним у доњем делу тока. Прима укупно 82, углавном мање притоке, а највеће међу њима су Мезмај, Морозка, Хокодз, Прицуха и Лучка. 